# 中国科学院南海海洋研究所
中国科学院南海海洋研究所是中华人民共和国的一所研究机构，是中国科学院的直属研究单位，位于广东省广州市。

## 历史沿革
1959年成立。1960年迁往湛江。1962年改名为中国科学院海洋研究所南海分所，迁回广州，1963年恢复原名。1970年改属广东省，改名为广东省海洋研究所。1973年重归中国科学院。